# Чайлахян, Георгий Христофорович
Георгий Христофорович Чайлахян (15 декабря 1897, Нахичевань-на-Дону, Российская империя — 15 января 1963, Харьков, Украинская ССР) — советский военный деятель, генерал-майор артиллерии (01.09.1943).

## Биография
Родился 15 декабря 1897 года в Нахичевани-на-Дону.
В 1916 году окончил Новочеркасскую гимназию. Затем был призван на военную службу в Русскую императорскую армию и зачислен в Измайловский полк в Москве. Летом 1917 года окончил Константиновское артиллерийское училище в Петрограде, отправился воевать на Юго-Западный фронт Первой мировой войны. После Октябрьской революции, в конце декабря 1917 года был направлен в Армению для формирования национальных военных подразделений. В 1920 году вступил в ряды РККА.
В 1935 с должности начальника артиллерии стрелковой дивизии перевелся на должность начальника оперативного отдела корпуса ПВО в Баку, с 1940 года преподавал тактику зенитной артиллерии, с 1941 года служил в Киевском особом военном округе. Начало Великой Отечественной войны встретил в Тирасполе, затем был отозван в Москву и был назначен начальником кафедры тактики высшей военной школы ПВО. В 1942 году Георгий Чайлахян был назначен начальником штаба Закавказской зоны ПВО, а в 1943 году — начальником противовоздушной обороны Закавказского фронта.
В 1945 году Г. Х. Чайлахян участвовал в разгроме Квантунской армии Японии, возглавлял штаб Приморской армии ПВО 1-го Дальневосточного фронта. После окончания Второй мировой войны, в 1946 году стал начальником кафедры тактики Высшей школы ПВО, которая впоследствии была преобразована в Артиллерийскую радиотехническую академию. С 1948 года возглавил кафедру общей тактики, с 1953 по 1958 годы служил заместителем начальника академии.
Умер 15 января 1963 года в Харькове.

## Семья
- Отец — Христофор Михайлович Чайлахов[5].
- Мать — Варвара Матвеевна Чайлахова[5], урождённая Келле-Шагинова[6].
  - Брат — Фадей[5],
  - Брат — Карп[5].
  - Брат — Михаил (1902—1991) — физиолог растений, академик АН СССР (1968)[5],

## Награды
- Был награждён орденами Красного Знамени (1921, 1944, 1948), орденом Красной Звезды (1943), орденом Ленина (1946), орденами Отечественной войны II (1945) и I степеней (1944), а также многими медалями, среди которых «20 лет РККА» (1938), «За оборону Кавказа» (1944), «За оборону Москвы» (1945), «За победу над Германией в Великой Отечественной войне 1941—1945 гг.», «За победу над Японией» (1945).[7]